# Лозова
Лозова (укр. Лозова) град је Украјини у Харковској области. Према процени из 2012. у граду је живело 58.636 становника.

## Становништво
Према процени, у граду је 2012. живело 58.636 становника.
| 1979.  | 1989.  | 2001.  | 2012.  |
| ------ | ------ | ------ | ------ |
| 53.423 | 72.991 | 64.041 | 58.636 |